# 刘山 (1923年)
刘山（1923年—1988年7月9日），曾用名刘学昆，已故中华人民共和国官员，曾任中共山西省委委员、中共山西省委宣传部副部长、《山西日报》总编辑。
刘山1940年毕业于晋察冀民族革命中学，并在这一年加入中国共产党。1945年之后，他曾出任中共平山区八区区委、县委宣传部干事。1946年，刘山开始涉足新闻工作。在1949年之前，他为《冀晋日报》《晋察冀日报》《人民日报》（华北版）《晋中日报》担任编辑、记者。1949年，他被调动到《山西日报》，先后担任记者、编辑组副组长、编辑组组长、总编室副主任、副总编辑、常务副总编辑。1969年，他被派到山西人民广播电台出任编委。1970年回到山西日报社担任副总编辑。1975年1月，他被任命为山西日报总编辑。1978年4月被任命为中共山西省委宣传部副部长，任职至1983年5月。1978年的第四届中共山西省党代会上当选中共山西省委委员。后来，刘山因病离职。1988年7月9日，刘山病逝于山西省太原市。
刘山的儿子刘向东官至山西省环保厅长，2015年因涉嫌贪腐被调查。